# Détroit de Kanmon
Le détroit de Kanmon (関門海峡, Kanmon kaikyō) ou détroit de Shimonoseki est un passage maritime de la mer intérieure de Seto qui sépare deux des quatre îles du Japon, Honshū et Kyūshū, au niveau de la pointe de Shimonoseki (下関) qui donne le Kan du nom du détroit. Le détroit s'ouvre à son débouché nord-ouest sur la mer du Japon. La ville la plus proche du détroit est Kitakyūshū, dont l’ancien nom, Moji (門司) donne le Mon du nom. Le détroit s’envase au rythme de 15 cm par an, et le dragage a rendu possible la construction à bas prix du nouvel aéroport de Kitakyūshū.

## Honneur
L'astéroïde (145732) Kanmon est nommé en son honneur.

## Images

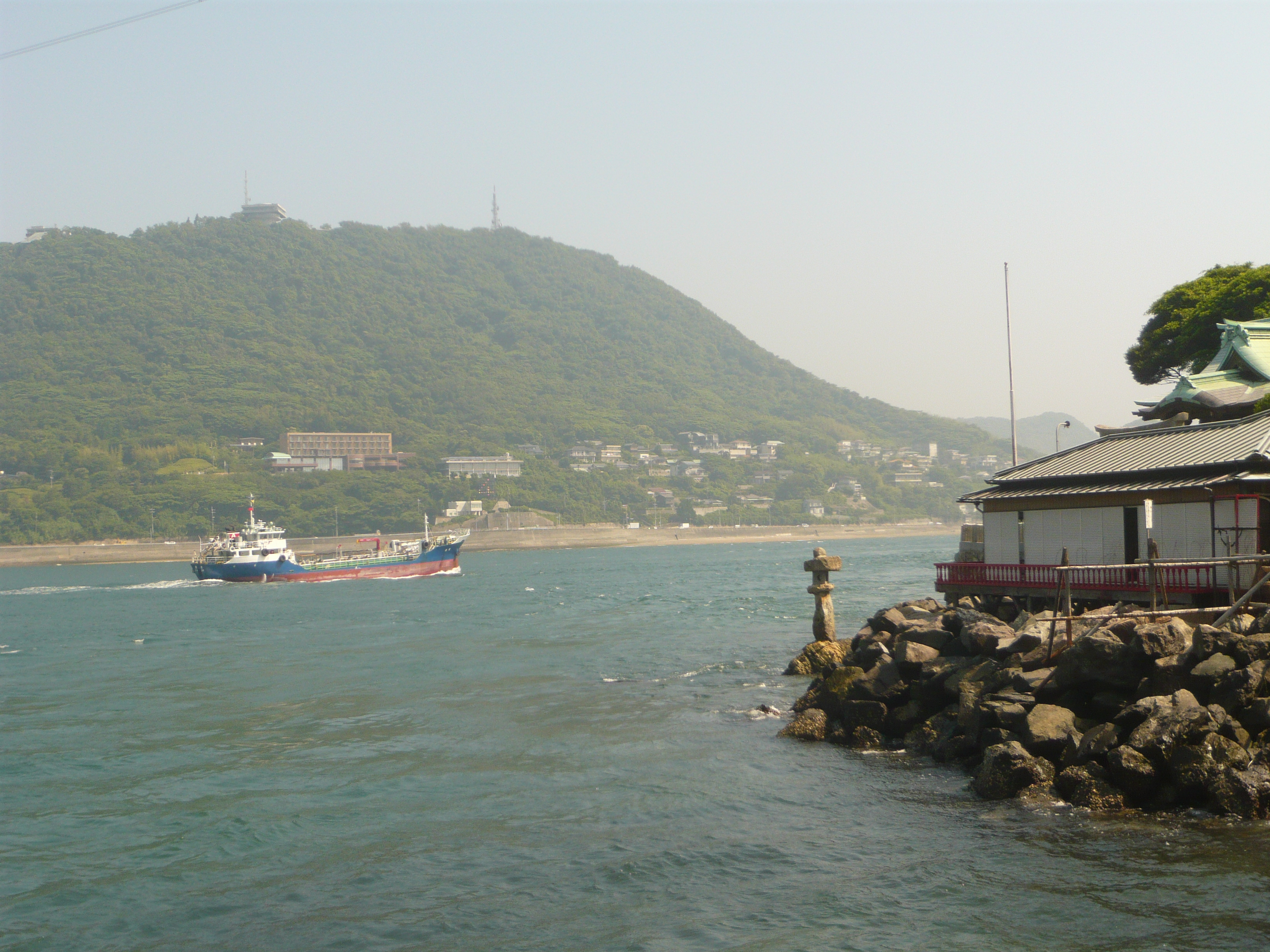
Vue du détroit à partir du sanctuaire Mekari-jinja.